# アンモニア電解合成
アンモニア電解合成（アンモニアでんかいごうせい）とは、電気エネルギー、電気化学的手法を用いてアンモニアを合成する方法である。
旧来のアンモニア合成方法であるハーバー・ボッシュ法の場合、高温高圧が必要で、大規模なプラントでなければコストを抑えるのが難しい。そうした現状を乗り越え、より小規模でより低コストのアンモニア合成を目指している。2022年時点では実用化を目指した研究が行われている。

## 種類
窒素と水素を電解セルに通してアンモニアを合成する方法と、水を電気分解するのと同時に窒素と反応させてアンモニアを合成する方法の2つが研究されている。
全反応
{\displaystyle {\ce {1/2 N2 + 3/2 H2O -> NH3 + 3/4 0_2}}}

### 電解セルを用いる方法
電解セルの材料となる固体電解質には、プロトン（H+、すなわち水素イオン）伝導体と酸化物イオン伝導体の2種類がある。プロトン伝導体を用いる場合、水素をプロトンにし窒素とプロトンと直接反応させることで、アンモニアを合成する。
2024年、出光興産、東京大学、大阪大学大学院工学研究科、産業技術総合研究所の合同チームがモリブデン触媒及び条件の最適化により、常温常圧でのアンモニアの連続電解合成の効率を従来の約20倍に向上させることに成功したと発表した。

### 溶融塩を用いる方法
この方法では、陰極で窒素を窒化物イオンにし、これを溶融塩に溶かして水蒸気または水素ガスと反応させることで、アンモニアを合成する。この時、陽極に酸素が副生する。このようなアンモニアの合成方法を、「常圧アンモニア電解合成法」と言う。